# Economía de Eslovenia
La economía de Eslovenia es una economía desarrollada de libre mercado. El país disfruta de un alto nivel de prosperidad y estabilidad, además de un PIB por sobre el promedio de la Unión Europea en el 2015. El lugar con mayor PIB es la zona central del país, principalmente en la capital Liubliana. Políticamente esta parte corresponde a la región occidental, la cual en general es más próspera que su contraparte oriental.

## Historia
Antes de alcanzar la independencia, Eslovenia era la más próspera de las seis repúblicas yugoslavas.  Sin embargo, la prolongada guerra en Bosnia-Herzegovina afectó seriamente su economía. El producto interior bruto (PIB) per cápita era de 6.052 dólares en 1992, lo que suponía un grave descenso con respecto a 1991 (fecha de su independencia), cuando era de 8.656 dólares. La producción industrial también descendió de manera uniforme durante ese mismo periodo, cayendo un 13,2% desde 1991 a 1992. El comercio con otros países y el turismo también se vieron afectados por la guerra y la gran población de refugiados de guerra ha contribuido al deterioro de su economía. Los dirigentes políticos han tomado las medidas necesarias para dar un giro a la economía al llevar a cabo reformas que favorecen la liberalización del mercado y de los bancos, y promocionan la privatización. Posteriormente, ya para el año 2000 alcanzaba la cifra de 9.120 dólares.

## Generalidades
Eslovenia cuenta con importantes reservas de petróleo, carbón y zinc.
Pese a que sólo el 2% de la población se dedica a la agricultura, la producción de cereales satisface la demanda interna e incluso exporta la mayor parte de sus cosechas de trigo a Rusia y la antigua Yugoslavia.
Es líder mundial en la fabricación de elementos para deportes de invierno. Además, 20% de los genéricos que se venden en el mundo son producidos por farmacéuticas eslovenas. Es un productor de vinos de calidad.
Cerca del 10% de la población económicamente activa (70.876 trabajadores aproximadamente) trabaja por internet, el equivalente a un 70% de trabajadores varones cualificados, que se concentra especialmente en Liubliana.
La administración nacional contempla ayudas sociales, en especial, las de maternidad. Doce meses de baja con sueldo total pagado por el estado y, además, un regalo de la administración de cada ciudad valorado en 300 euros.
El producto interno bruto (PIB) per cápita es superior al de Grecia y Portugal, y la tasa de paro, menor que la de Alemania o Francia.
Fábricas en Liubliana y Maribor producen automóviles, motores y autopartes, material eléctrico, aparatos ópticos, medicamentos, papel y derivados.
La filial eslovena de Renault (Revoz) cuenta en 2004 con una plantilla de 2100 empleados y en 2003 destinó a exportaciones el 95% de la producción de su factoría eslovena en Novo Mesto.
Ciudades como Nova Gorica, Koper, Celje y otros núcleos de población han aprovechado la estratégica situación de encrucijada de Eslovenia para desarrollar sus economías.
Datos Básicos
- PIB - Producto Interior Bruto (2008): 37.135 millones de €.
- PIB Paridad de poder adquisitivo (2008): 46.090 millones de €.
- PIB Paridad del poder adquisitivo - Per cápita (2008): 22.800 €
- Inflación media anual (nov 2009): 0,8%.
- Deuda externa aprox. (2007): 40.400 millones de $ USA.
- Importaciones (2008): 25.180 millones de €.

- Principales países proveedores: Alemania, Italia y Austria.
- Principales productos de importación:

- Exportaciones (2008): 23.200 millones de €.

- Principales países clientes: Alemania, Italia y Croacia.
- Principales productos de exportación:

- Tasa de paro (2009): 6,2%.

## Comercio exterior

### Importaciones
Se presenta a continuación una tabla con las mercaderías de mayor peso en las importaciones para el periodo 2010-hasta abril de 2015. Las cifras expresadas son en dólares estadounidenses valor FOB. 

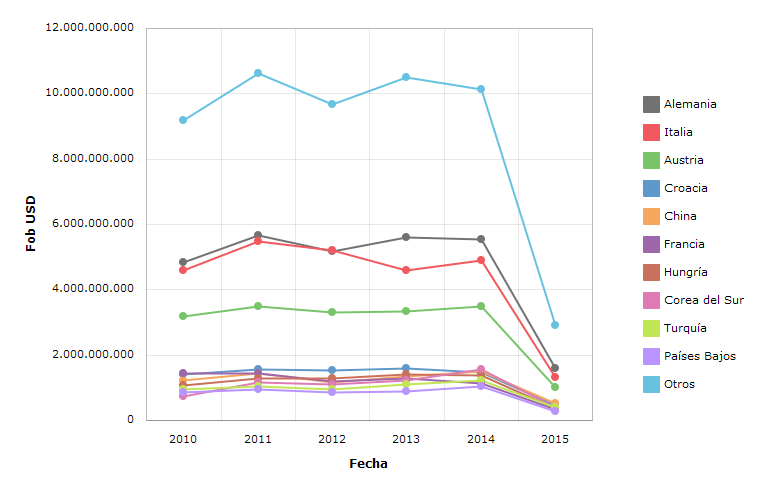
Importaciones del periodo 2010-hasta abril de 2015 medidas en valor FOB

| Fecha Mercadería por capítulo arancelario | 2010           | 2011           | 2012           | 2013           | 2014           | enero-abril de 2015 |
| --- | -------------- | -------------- | -------------- | -------------- | -------------- | ------------------- |
| 87 - vehículos automóviles, tractores, velocípedos y demás vehículos terrestres, sus partes y accesorios | 3.655.107.513  | 4.005.991.053  | 3.414.153.116  | 3.924.943.178  | 4.587.594.546  | 1.371.973.195       |
| 27 - combustibles minerales, aceites minerales y productos de su destilación; materias bituminosas; ceras minerales | 3.014.123.143  | 4.476.331.072  | 4.469.943.378  | 4.287.385.782  | 3.592.236.066  | 907.516.316         |
| 85 - máquinas, aparatos y material eléctrico, y sus partes | 3.059.947.197  | 3.480.667.080  | 2.723.940.741  | 3.008.406.807  | 3.199.996.462  | 917.369.954         |
| 84 - calderas, máquinas, aparatos y artefactos mecánicos; partes de estas máquinas o aparatos | 2.762.466.060  | 2.906.981.745  | 2.716.958.082  | 3.217.855.012  | 3.057.202.097  | 855.424.628         |
| 72 - hierro y acero de fundición | 1.525.768.190  | 1.932.285.340  | 1.662.602.999  | 1.604.345.694  | 1.674.018.022  | 503.950.768         |
| 39 - manufacturas de plástico | 1.377.078.806  | 1.610.098.475  | 1.559.607.885  | 1.683.210.946  | 1.803.094.089  | 496.012.837         |
| 30 - medicamentos envasados | 931.211.992    | 1.011.266.682  | 1.011.842.758  | 1.192.772.248  | 1.228.285.813  | 357.120.975         |
| 76 - aluminio y sus manufacturas | 828.091.256    | 932.653.123    | 836.896.052    | 890.060.292    | 952.960.274    | 292.455.824         |
| 94 - muebles; mobiliario medicoquirúrgico; artículos de cama y similares; aparatos de alumbrado no expresados ni comprendidos en otra parte; anuncios, letreros y placas indicadoras luminosos y artículos similares; construcciones prefabricadas | 845.566.157    | 877.957.394    | 782.469.286    | 758.105.763    | 732.663.401    | 222.546.840         |
| 73 - manufacturas de hierro o acero | 638.474.690    | 746.004.376    | 705.655.842    | 766.423.142    | 742.704.366    | 208.322.608         |
| Demás capítulos | 10.858.316.417 | 12.196.590.534 | 11.562.627.256 | 11.558.630.916 | 11.805.081.532 | 3.409.599.094       |
| Total | 29.496.151.421 | 34.176.826.873 | 31.446.697.393 | 32.892.139.781 | 33.375.836.669 | 9.542.293.039       |

Los tres rubros de mayor ponderación en las importaciones de Eslovenia fueron automóviles, productos tecnológicos y productos derivados del petróleo.

### Exportaciones
Se presenta a continuación una tabla con los principales destino de exportación para el periodo 2010-hasta abril de 2015. Las cifras expresadas son en dólares estadounidenses valor FOB.

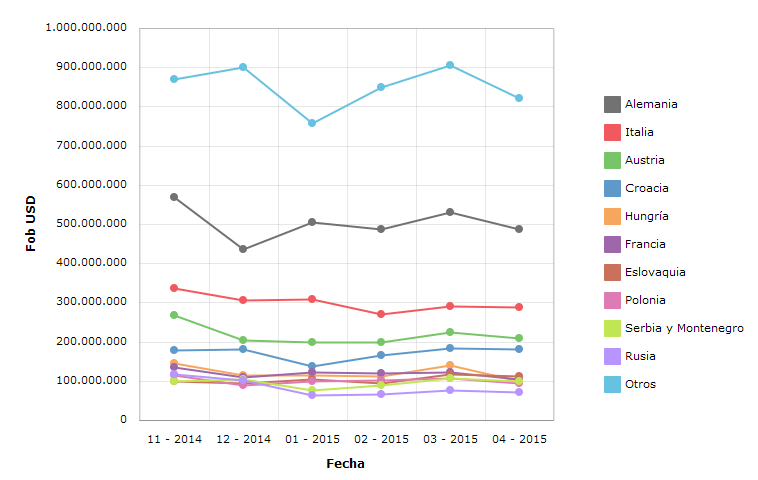
Exportaciones del periodo noviembre 2014-abril de 2015 medidas en valor FOB

| Fecha País importador | 2010           | 2011           | 2012           | 2013           | 2014           | enero-abril de 2015 |
| --------------------- | -------------- | -------------- | -------------- | -------------- | -------------- | ------------------- |
| Alemania              | 5.636.263.416  | 6.796.182.891  | 3.089.340.143  | 6.616.258.966  | 6.872.397.587  | 2.009.644.027       |
| Italia                | 3.641.216.960  | 4.059.848.757  | 1.822.283.134  | 3.887.952.870  | 4.003.454.324  | 1.156.334.361       |
| Austria               | 2.176.825.546  | 2.583.845.432  | 1.239.510.597  | 2.753.475.948  | 3.057.800.301  | 832.852.236         |
| Croacia               | 1.895.393.422  | 2.174.982.791  | 984.428.846    | 2.053.923.690  | 2.360.439.526  | 669.120.046         |
| Francia               | 2.016.188.686  | 1.945.218.931  | 697.208.198    | 1.563.233.961  | 1.579.235.985  | 467.040.645         |
| Hungría               | 1.278.325.916  | 1.373.524.896  | 588.619.345    | 1.400.946.438  | 1.580.248.234  | 466.565.802         |
| Rusia                 | 1.012.529.932  | 1.321.867.918  | 769.309.933    | 1.580.378.491  | 1.498.506.374  | 278.720.486         |
| Eslovaquia            | 958.871.584    | 1.344.507.027  | 531.990.634    | 1.385.470.436  | 1.472.922.072  | 430.892.831         |
| Serbia y Montenegro   | 1.068.417.735  | 1.192.472.080  | 602.439.317    | 1.235.460.563  | 1.269.941.938  | 371.364.096         |
| Polonia               | 1.100.350.879  | 1.155.911.769  | 509.752.371    | 1.220.012.028  | 1.292.137.681  | 401.907.140         |
| Resto del mundo       | 8.586.920.012  | 10.133.703.189 | 4.906.384.537  | 10.365.925.043 | 11.031.713.373 | 3.333.485.484       |
| Total                 | 29.371.304.088 | 34.082.065.682 | 15.741.267.055 | 34.063.038.434 | 36.018.797.396 | 10.417.927.154      |

Casi la totalidad de los principales socios comerciales de Eslovenia pertenecen a Europa exceptuando a Rusia.